# Thomas Laub
Thomas Linnemann Laub (født 5. december 1852 i Langå ved Nyborg , død 4. februar 1927 i Gentofte) var en dansk organist og komponist, som især fik stor indflydelse på dansk kirkemusik. Hans produktion omfatter orgelmusik til kirkeligt brug, liturgisk musik samt melodier til salmer, folkeviser, danske sange og viser.
Begravet på Gentofte Kirkegård.

## Liv og gerning
Han er født 5. december 1852 i Langå på Fyn, hvor faderen, Hans Jørgen Trojel Laub, var sognepræst; han døde 12. januar 1863, da Thomas endnu var barn. Moderen, Ernestine Deichmann f. Linnemann døde 20. september 1885. Efter at være bleven student i 1871 begyndte han at studere teologi, men han kom meget hos familien Rung, og her fæstnede hans gennem farmoderen arvede tilbøjelighed til musikken sig, og han opgav efter et par år det teologiske studium, gennemgik og blev i stedet optaget på musikkonservatoriet i København fra 1873; herfra fik han organisteksamen i 1876 og gjorde der efter i flere år tjeneste som organistvikar for A.P. Berggreen i Trinitatis Kirke.
Sammen med Fr. Rung udgav han i 1882 en samling af sangmusik fra det 17. og 18. århundrede, rejste derpå med statsunderstøttelse i udlandet for at studere den ældre musik og blev i 1884 ansat som organist ved Helligåndskirken i København. Den i Tyskland gennem Fr. Layriz og andre allerede i 1840-erne fremkomne bevægelse for i menighedssangen at føre de gamle kirkemelodier tilbage til deres oprindelige rhytmiske og harmoniske form fandt i ham en begejstret tilhænger, og han kæmpede ivrig for denne sag, dels ved et varmt, men noget radikalt affattet skrift, "Om Kirkesangen" fra 1887, og flere derpå følgende koralsamlinger, dels ved afholdelse af praktiske salmesangsøvelser for kor.
Hans reformatoriske bestræbelser, der i ethvert fald var udsprungne af en ærlig og grundig fordybelse i emnet, mødte i begyndelsen ikke højlydt nogen modstand, men da han i 1891 efter Niels W. Gades død blev ansat som dennes eftermand ved Holmens Kirke, gav dette anledning til en heftig avisfejde, under hvilken kritikken, der så længe havde tiet, desto lidenskabeligere kom til orde. Det er naturligt, at folkeviserne, fra hvilke saa mange af kirkemelodierne stammer, også tildrog sig hans levende opmærksomhed, og i 1890 udgav han 10 gamle danske folkeviser, harmoniserede i gammel stil for Kor, og i tidsskriftet "Dania" skrev han i 1892 "Studier over vore Folkemelodiers Oprindelse og musikalske Bygning".
Blandt andre tiltag for en reform af dansk kirkesang ved genoplivelse af den gamle lutherske koral i dens rytmiske og harmoniske oprindelighed kan nævvnes, at han fik udgivet forskellige bearbejdelser af kirkemelodier i gammel stil, nemlig "80 rytmiske Koraler" uden harmonisering, "Kirkemelodier", firestemmig udsatte (Hefte 1—3, i alt 125 stk), samt "Udvalg af Salmemelodier i Kirkestil", "Dansk Kirkesang" (1918) og endelig hans sidste værk for denne sag: "Musik og Kirke" (1920).
I nær forbindelse hermed og som en parallel virksomhed stod hans bestræbelser for at føre de gamle folkeviser tilbage til deres oprindelige form. I den retning fik han udgivet "Vore Folkemelodiers Oprindelse" (tidsskrift "Dania", 1893), endvidere "10 gamle danske Folkeviser", udsatte for blandet kor, samt "Danske Folkeviser med gamle Melodier" (enstemmige), tekst ved A. Olrik, "En Snes danske Viser" (sammen med Carl Nielsen) I—II (1915—17).
Det blev overdraget L. at bestemme Tonesammensætningerne af Raadhusklokkerne i Kbhvn samt Melodierne til Kvarter- og Fuldslagene. Melodien til 12 Slaget er af P. E. Lange-Müller.

## Musikalsk reformator
Allerede i tiden på musikkonservatoriet fik Laub, bl.a. under indflydelse af sin lærer Johan Christian Gebauer, der var hans forgænger som organist ved Helligåndskirken, interesse for gammel musik. Gebauer havde desuden selv kritiseret kirkemusikken i den retning, som Laub senere tog op. Han læste desuden skrifter af Carl Georg Vivigens von Winterfeld og Gottlieb von Tucher om kirkesangens historie.
I perioden 1882-1883 var Laub i Italien, hvor han studerede gammel italiensk musik, og på en senere rejse til Bayern i 1886 oplevede han virkningen af en fornyelse af kirkemusikken.
Han nåede frem til den opfattelse, at kirkemusikken burde søge tilbage til sine rødder, dvs. til musikken fra før år 1600. Siden da havde man først fra reformationstiden overtaget koraler uden rytme og med et slæbende tempo, og siden den romanceprægede salmetone, som havde vundet indpas først med hans oldefar H.O.C. Zincks og C.E.F. Weyses koralbøger fra hhv. 1801 og 1839 og senere med A.P. Berggreens koralbog fra 1853.
Han offentliggjorde sine tanker i 1887 i bogen Om Kirkesangen og fulgte den op med en lang række kompositioner, som omsatte de fremførte teorier i praksis. Hans tanker rejste en voldsom offentlig debat, hvor hans reformarbejde blev udsat for stærk kritik fra fremtrædende personer i musiklivet, men hvor han dog også fik støtte fra andre, blandt hvilke kan nævnes P.E. Lange-Müller og Carl Nielsen.
Hans koralbog fra 1918 med mange af hans kompositioner er kronen på hans værk på dette område, og han rundede det hele af med bogen Musik og kirke i 1920, der er hans musikteoretiske testamente.
Han gennemførte en tilsvarende rekonstruktion for en del af de gamle danske folkeviser, hvorom han i 1893 skrev en artikel i tidsskriftet Dania med titlen "Vore folkemelodiers oprindelse". Melodisamlingen Danske folkeviser med gamle melodier I-II, 1899 og 1904, indeholder hans kompositoriske opfølgning på hans ønske om at føre dem tilbage til en mere oprindelig skikkelse.
Laub fandt desuden – især i sine senere år – tid til at komponere melodier til en række danske sange.

## Laubs kompositioner
| - 1888 80 rytmiske Koraler, en enstemmig samling - 1889-1891 Kirkemelodier, tre hæfter med firstemmige udsættelser - 1890 10 gamle danske Folkeviser udsatte for blandet kor - 1896 Udvalg af Salmemelodier i Kirkestil - 1899 Danske Folkeviser med gamle Melodier I med Axel Olrik, - 1902 Udvalg af Salmemelodier i Kirkestil, bind 2. - 1904 Danske Folkeviser med gamle Melodier II med Axel Olrik - 1909 Forspil og Melodier. Forsøg i Kirkestil | - 1915 En Snes danske Viser med Carl Nielsen - 1917 En Snes danske Viser, hæfte 2 (igen med Carl Nielsen) - 1918 koralbogen Dansk Kirkesang - 1920 Tolv viser og sange af danske digtere - 1920 Ti Aarestrupske ritorneller - 1922 30 danske sange for 3 og 4 lige stemmer - 1922 Udkom Folkehøjskolens Melodibog med en række folkelige melodier af Th. Laub - 1928 24 salmer og 12 folkeviser udsat for 2 og 3 lige stemmer |

### Kendte salme- og sangmelodier
| - Sangtekster af Laub i Wikisource - Melodier af Laub i Wikisource - Alle mine kilder skal være hos dig - Alt, hvad som fuglevinger fik - Alt står i Guds faderhånd - At sige verden ret farvel - Dejlig er den himmel blå - Den store hvide flok vi se - Der er et land så kosteligt - Det er hvidt herude - En sømand med et modigt bryst - Er lyset for de lærde blot - Et jævnt og muntert, virksomt liv på jord - Fred hviler over land og by - Giv mig, Gud, en salmetunge - Har vi toppet, må vi dale | - Hil dig, frelser og forsoner - Hvad solskin er for det sorte muld - Hvilestunden er i vente - I Skanderborrig enge - I skyggen vi vanke - Jeg er født på Jyllands sletter - Lyksaligt det folk, som har øre for klang - Morgenstund har guld i mund - O du Guds Lam - Sov sødt, barnlille - Stat op, min sjæl i morgengry - Stille, hjerte, sol går ned - Så drager du ad fremmed land - Tiden skrider, dagen rinder - Vægtersang - Th. Laub har desuden komponeret kvarters- og timeslagene til rådhusklokkerne på Københavns Rådhus. |